# Kamina flygbas
Kamina flygbas är en militär flygplats vid staden Kamina i Kongo-Kinshasa. Den ligger i provinsen Haut-Lomami (tidigare Katanga), i den södra delen av landet, 1 200 km öster om huvudstaden Kinshasa. Kamina flygbas ligger 1 079 meter över havet.
Flygbasen, tillsammans med en armébas en mil västerut, började byggas 1949 och var tänkt som Natobas och reservhuvudstad för Belgien. När Belgiska Kongo blev självständigt 1960 som Kongo-Léopoldville behöll Belgiens försvarsmakt inledningsvis basen, men efter utropandet av staten Katanga senare samma år övertogs den av FN:s fredsbevarande styrkor i Kongo som överlämnade den till Kongo-Léopoldvilles försvarsmakt 1964.